# Providence Biltmore
El Graduate Providence es un hotel de lujo que abrió sus puertas en 1922 como Providence Biltmore Hotel, parte de la cadena Bowman-Biltmore Hotels. Está ubicado en la esquina sur de Kennedy Plaza en 11 Dorrance Street en el centro de Providence, Rhode Island (Estados Unidos). Fue agregado al Registro Nacional de Lugares Históricos en 1977 y es miembro de Hoteles Históricos de América, el programa oficial del Fideicomiso Nacional para la Preservación Histórica.

## Historia

### Primeos años
El Providence Biltmore fue construido por la cadena de hoteles Bowman-Biltmore, fundada por John McEntee Bowman y Louis Wallick. Fue construido en el estilo neo-Federal Beaux-arts y diseñado por el estudio de arquitectura de Warren and Wetmore, quienes también diseñaron Grand Central Terminal. El hotel abrió el 6 de junio de 1922, y fue el segundo edificio más alto de la ciudad después de la Casa del Estado de Rhode Island, hasta que se terminó la Industrial Trust Tower seis años después. Hoy, el Biltmore es el noveno edificio más alto de la ciudad.
El Biltmore dio la bienvenida a invitados blancos y negros en un momento en que la discriminación racial en los lugares públicos era común. A partir de 1941, el hotel pagó por una lista en The Negro Motorist Green Book, una guía de viaje para viajeros negros.
El Biltmore fue comprado por Sheraton Hotels en 1947 y rebautizado como Sheraton-Biltmore Hotel. Providence fue inundado por el huracán Carol en 1954 y gran parte del vestíbulo del Sheraton-Biltmore quedó bajo el agua; una placa conmemora la marca de agua alta hoy, dos metros y medio de altura en las columnas del vestíbulo. Sheraton vendió el hotel, junto con otras diecisiete propiedades antiguas, a Gotham Hotels en 1968 y se convirtió en Biltmore Hotel & Motor Inn.

### Restauración
En 1975, Gotham Hotels cerró el Biltmore. Permaneció vacante durante cuatro años. En un momento, con el hotel enfrentándose a la demolición; El alcalde Buddy Cianci ayudó con los esfuerzos para designar al hotel como un hito y reunió a un grupo de empresarios locales, incluidos Bruce Sundlun de Outlet Company, Michael Metcalf de The Providence Journal, G. William Miller de Textron y Jim Winoker y Dominic Zinni de BB Greenberg Company, quien compró el hotel e implementó créditos fiscales federales para rehabilitar el edificio, reabriendo en 1979 como el Biltmore Plaza Hotel. El ascensor de vidrio externo del Biltmore se agregó durante esta rehabilitación y sirvió a los 18 pisos del hotel (aunque ya no funciona). En 1983, los propietarios contrataron a Dunfey Hotels para administrar la propiedad, y pasó a llamarse Biltmore Plaza, A Dunfey Hotel. Poco después, el propietario de Dunfey, Aer Lingus, compró la cadena Omni Hotels y el hotel pasó a llamarse Omni Biltmore Hotel. En la década de 1990, el Omni Biltmore era propiedad exclusiva de The Providence Journal. Vendieron el hotel a la cadena Grand Heritage Hotels en julio de 1995 por 7 millones de dólares, y pasó a llamarse Providence Biltmore. El hotel se vendió en quiebra el 31 de mayo de 2012 a Finard Coventry Hotel Management, por 16 millones de dólares. Finard Coventry invirtió otros 10 millones de dólares en renovaciones, y el hotel se unió a Curio - A Collection by Hilton, el 16 de diciembre de 2014.

### Graduate Providence

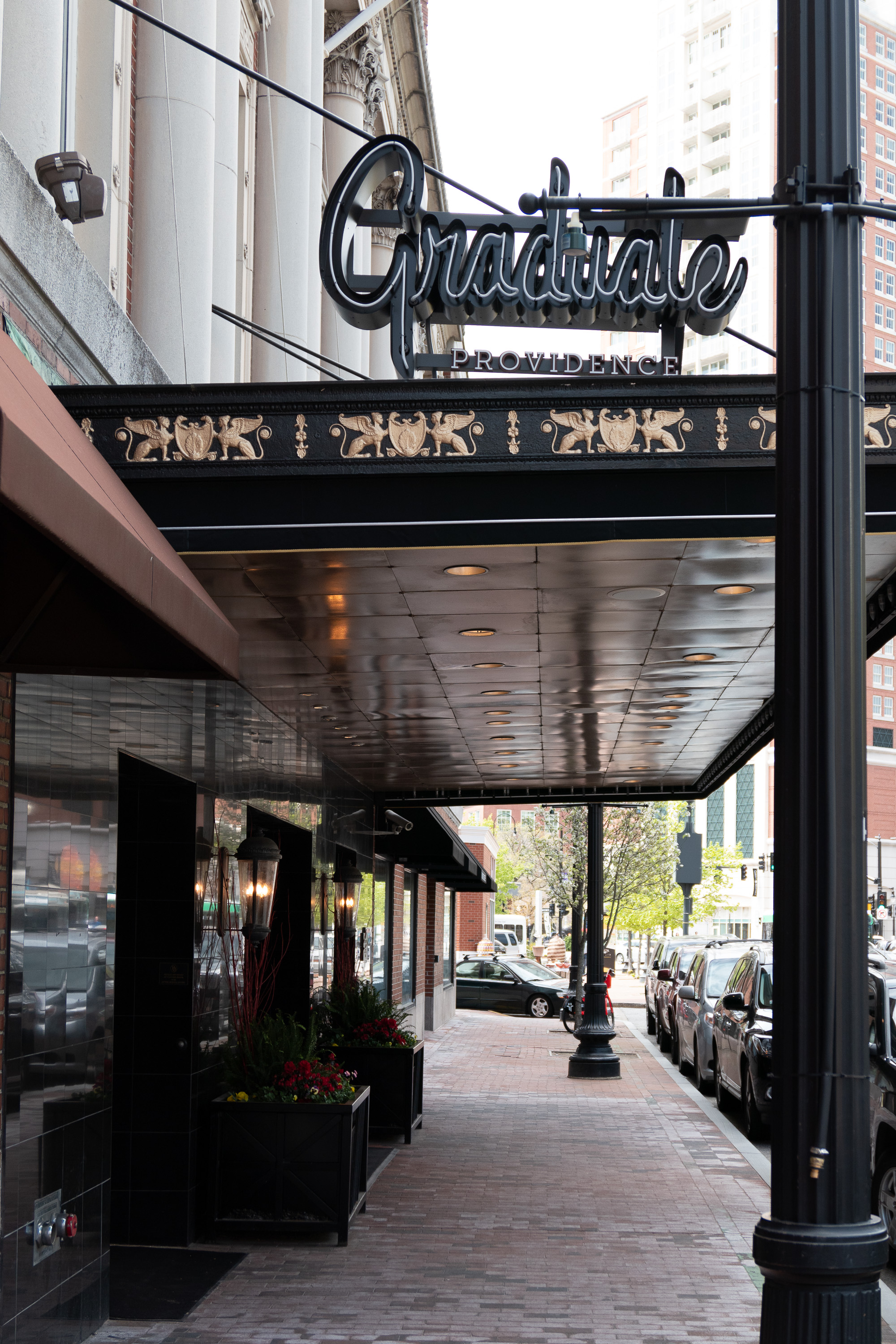
Un cartel sobre el toldo con el nuevo nombre.

En octubre de 2017, el Biltmore se vendió a AJ Capital Partners, una firma hotelera y de bienes raíces con sede en Chicago, por 43,6 millones de dólares. El hotel fue renovado y rebautizado como Graduate Providence el 2 de abril de 2019, como parte de la cadena boutique de hoteles "Graduate" de AJ Capital, en ciudades universitarias de los Estados Unidos. Los nuevos propietarios han conservado el icónico letrero de neón "Biltmore" del hotel.

## Descripción
El hotel fue construido originalmente con 600 habitaciones; posteriormente, se derribaron muros y se crearon suites. Ahora ofrece 292 habitaciones.
El hotel contiene espacio para banquetes de más de 1765 m². El Grand Ballroom en el nivel de la azotea ofrece amplias vistas de la ciudad y Kennedy Plaza y puede albergar hasta 750 invitados; su espacio para eventos está diseñado para funciones como recepciones de bodas, servicio de banquetes y conferencias.
Fue el hotel más alto y más grande de Providence durante 71 años, hasta que se completó The Westin Providence (hoy conocido como Omni Providence Hotel) en 1993. El hotel contaba con el mayor Starbucks de Nueva Inglaterra entre 2003 y 2019.

## En la cultura popular
El Providence Biltmore ocupa un lugar destacado en la película The Last Shot de Jeff Nathanson de 2004 y en la película 27 Dresses de Anne Fletcher de 2007.
Los episodios de Showtime de Brotherhood de 2004 a 2007 también se filmaron aquí.
El hotel es el escenario de una reunión colegial de la Universidad de Brown en The devil wears Prada de Lauren Weisberger.
The Providence Hotel se muestra como una escena en NOS4A2, The Hourglass (S2, E6), serie de AMC.

## Galería

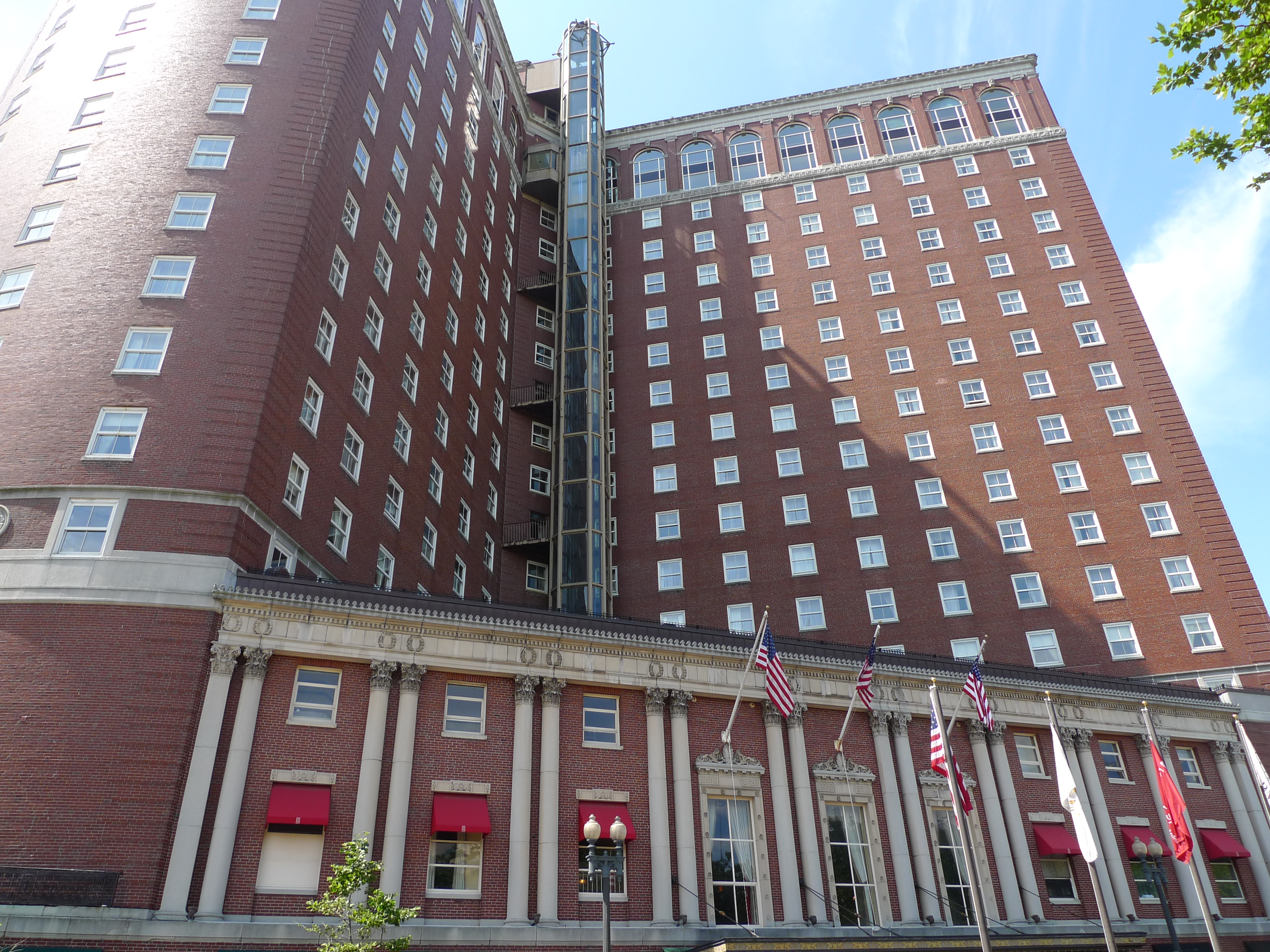
El exterior en 2009
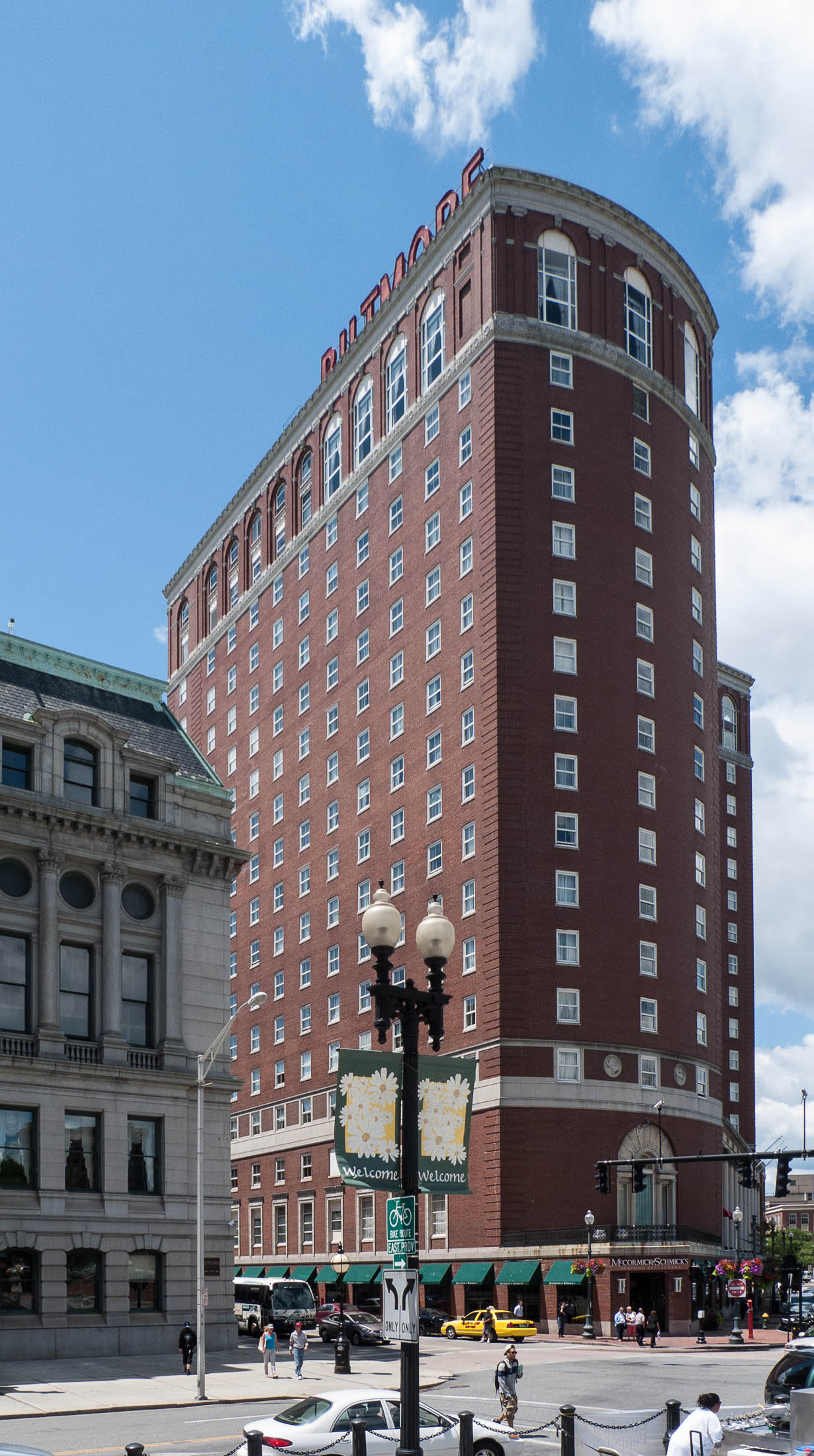
Esquina en 2011
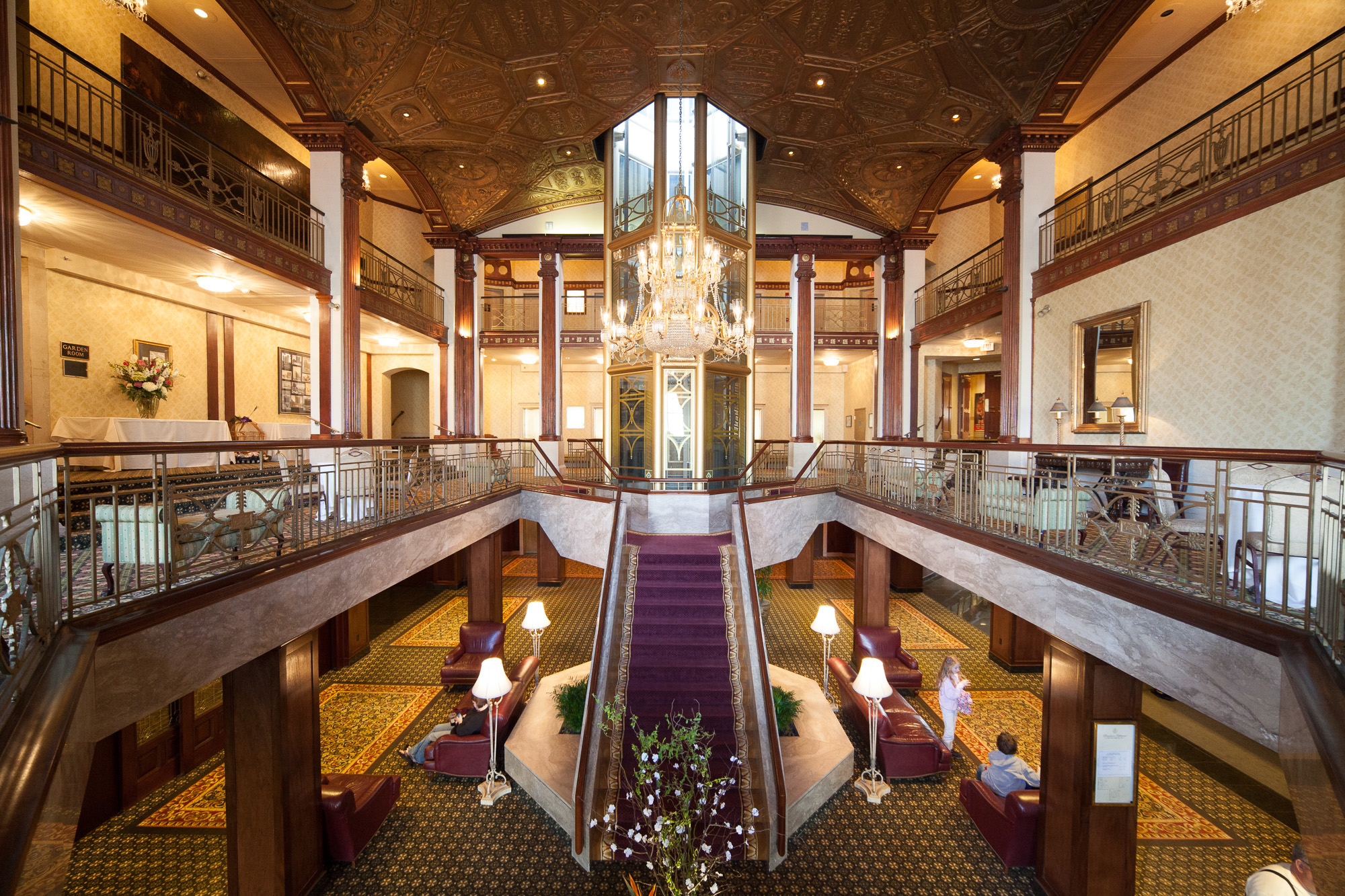
Vestíbulo en 2012
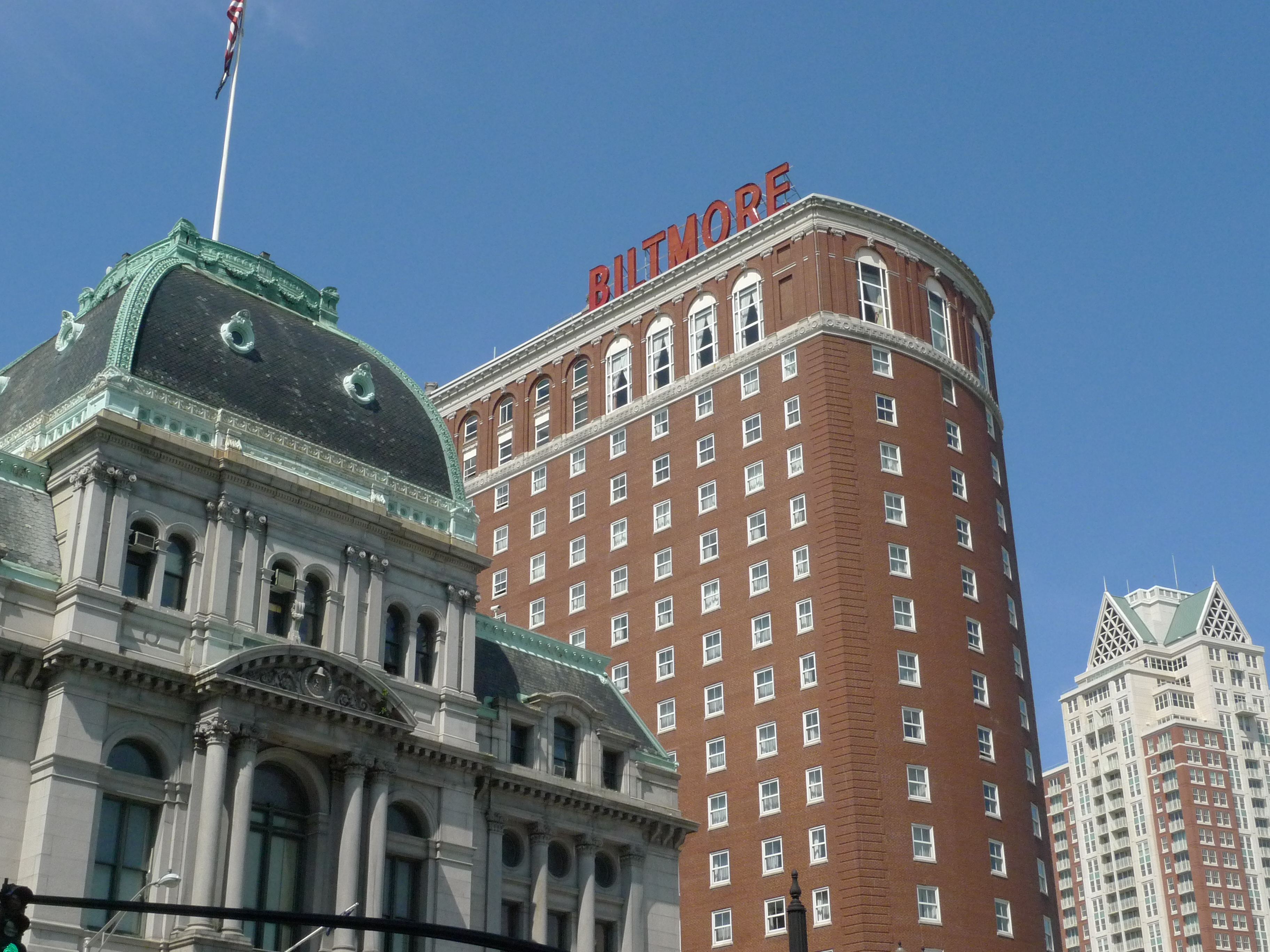
Ayuntamiento, Biltmore y Westin
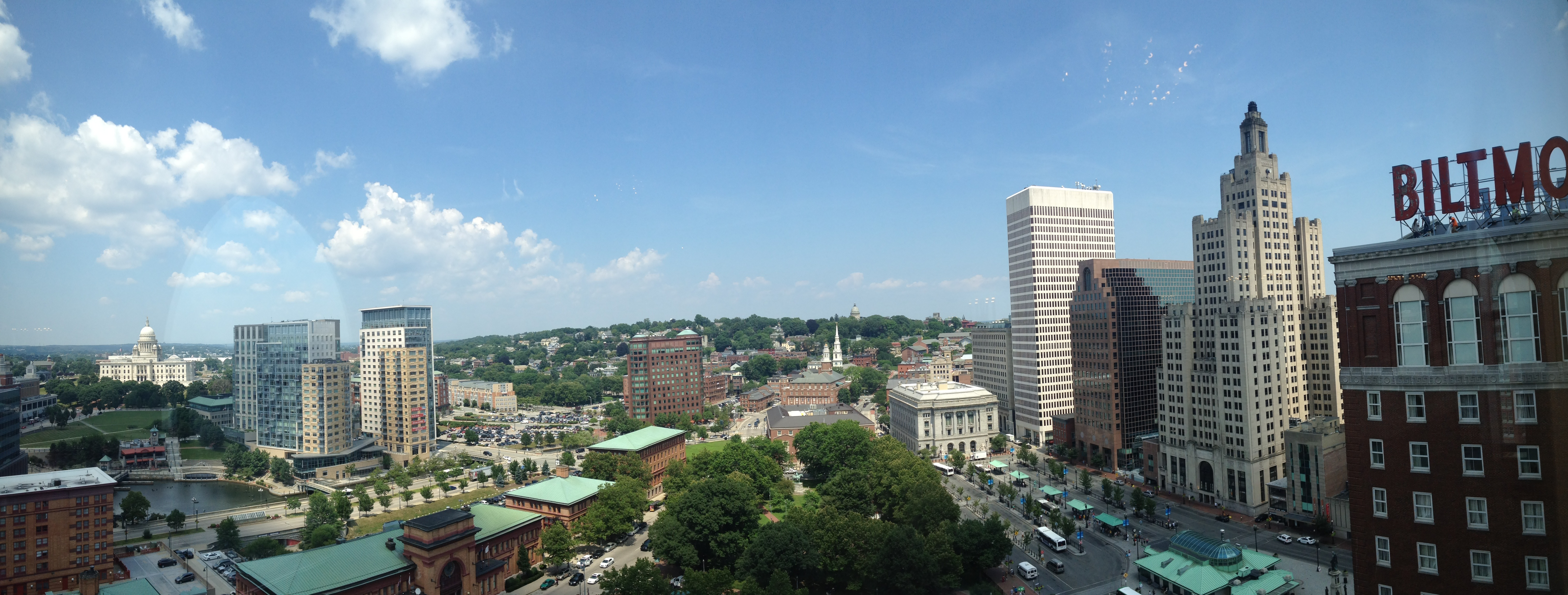
Vista panorámica desde el último piso